# Legazione di Bologna (1540-1796)
La Legazione di Bologna fu una suddivisione amministrativa dello Stato della Chiesa. Formatasi negli anni Quaranta del XVI secolo, la sua storia termina nel 1796 con l'invasione napoleonica.

## Storia
Bologna e il suo territorio furono annessi come legazione allo Stato Pontificio nel 1506, dopo l'ingresso di Papa Giulio II in città avvenuto l'11 novembre. Fu inserita nella Provincia Romandiolæ, la suddivisione amministrativa dello Stato della Chiesa che comprendeva i territori pontifici nel settentrione d'Italia (dal Panaro ad ovest al Foglia ad est).
Tra il 22 maggio del 1511 e il 10 giugno del 1512 ci fu un breve intermezzo in cui i Bentivoglio, tornati in città, ripresero il governo di Bologna. Col ritorno dell'autorità pontificia tuttavia vennero abolite sia le magistrature bentivolesche che il Senato, creato dallo stesso Giulio II; quest'ultimo, infatti era adirato verso la città per il tradimento subito, così che diede ogni potere al Legato Giovanni de' Medici senza l'attribuzione di alcun potere civico ai bolognesi.
Fino al 1540 tutti i territori settentrionali furono amministrati da un'unica Legazione pontificia. Il Cardinale Legato, vertice del governo locale, era residente a Bologna, la città più grande della regione che di fatto divenne capoluogo. Nel 1540 papa Paolo III decise di nominare un Legato apostolico a Ravenna, scorporando la Provincia Romandiolæ in due: il nuovo Legato governò i territori romagnoli, mentre al Legato di Bologna fu conferita l'amministrazione della provincia felsinea
Il 19 giugno 1796 la Legazione fu sottratta alla Santa Sede in seguito all'invasione dell'Italia del nord da parte di Napoleone Bonaparte. Nei giorni successivi all'arrivo delle truppe francesi il Legato lasciò la città; fu istituito un governo provvisorio che prese il nome di Repubblica Bolognese, che solo pochi mesi dopo venne integrata nella Repubblica Cispadana, il 27 dicembre 1796.
La restaurazione del governo pontificio avvenne nel 1816, quando venne ripristinata la circoscrizione come Legazione apostolica di Bologna.

## Geografia
La legazione si estendeva sul territorio dell'allora Diocesi di Bologna, quindi non comprendeva i territori imolesi, che rientravano nella Legazione di Romagna. Rispetto all'odierna provincia comprendeva Castelfranco Emilia (passato alla Provincia di Modena nel 1929), Poggio Renatico, Sant'Agostino e Mirabello, territori ora nella Provincia di Ferrara. 
Non erano soggetti alla Legazione invece la Contea di Castiglione dei Gatti, feudo imperiale autonomo governato dalla famiglia Pepoli, ed il Centopievese, che apparteneva agli Este dal 1502.
Il comune di Castel Bolognese rappresentò per lungo tempo una exclave in terra romagnola, fino a quando nel 1794 Papa Pio VI la aggregò alla Legazione di Romagna.
Il contado era articolato in comunità, che al 1608 erano 280, i cui territori corrispondevano a quelli delle parrocchie. Ogni Comunità era retta da un consiglio e da un proprio massaro che la rappresentava. La struttura istituzionale infatti era mutata poco dal medioevo, sebbene fosse stata svuotata progressivamente di ogni ruolo politico e amministrativo.
Questo assetto fu mantenuto sostanzialmente invariato fino alla costituzione del Dipartimento del Reno, all'interno della Repubblica Cispadana.

## Politica
Le strutture politiche fondamentali del governo di Bologna e del suo contado presero forma tra il XV e il XVI secolo. I Capitoli di Niccolò V del 1447 stabilirono per lungo tempo i rapporti tra Bologna e lo Stato della Chiesa, concordando un reciproco riconoscimento: i bolognesi accettavano la sovranità pontificia esercitata tramite il Cardinale Legato, al contempo il Papa riconosceva le magistrature comunali che governavano la città con ampi margini di autonomia locale. I Capitoli rimasero in vigore, pur con qualche modifica, fino al 1796, determinando un assetto politico particolare che venne definito come Governo misto.
Nonostante i tentativi della Santa Sede di creare uno Stato accentrato, la legazione di Bologna rimase un caso a sé stante, configurandosi come una regione autonoma nel panorama italiano dell'epoca. La città mantenne infatti il pieno controllo sul contado, e allo stesso tempo ottenne di non essere sottoposta alla Congregazione del buon governo, ovvero il dicastero della Curia romana preposto al governo del territorio. Le rivendicazioni e le pretese di libertà dei bolognesi dalla Santa sede erano sostenute non solo dalla complessa architettura istituzionale; infatti il sistema fiscale, monetario e doganale era sostanzialmente autonomo da quello del resto dello Stato pontificio, così come lo era l'organizzazione militare; inoltre, Bologna teneva presso la Curia un ambasciatore permanente, ruolo ritenuto di grande importanza affidato ad un senatore.

### Ordinamento e istituzioni

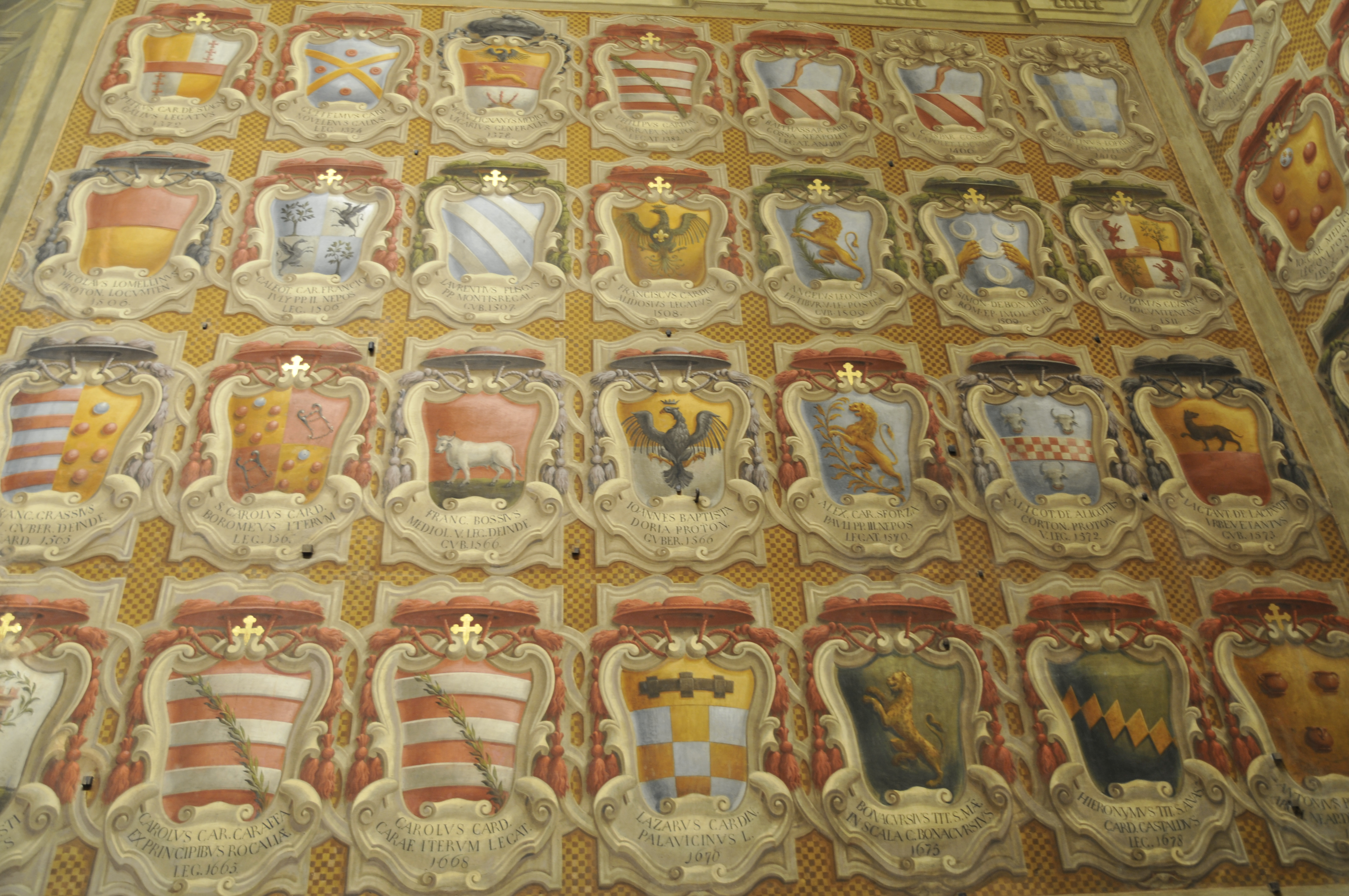
Alcuni stemmi dei legati pontifici dipinti nella Sala Urbana all'interno di Palazzo d'Accursio

Il potere esecutivo era diviso tra il Cardinale Legato, di nomina papale, e il Senato espressione dell'aristocrazia cittadina. Questa diarchia nominale era forse la caratteristica più distintiva del Governo misto bolognese, e veniva riassunta nella formula «Niente può il Legato senza il Senato, niente il Senato senza il Legato». Bologna continuava a proclamarsi come "Repubblica bolognese" in virtù dei suoi privilegi, sebbene ormai fosse definitivamente integrata nello Stato della Chiesa.
Le cariche pubbliche erano ospitate all'interno di Palazzo d'Accursio, all'epoca chiamato anche Palazzo Pubblico. Il Legato possedeva nel palazzo i propri uffici e appartamenti, mentre il Senato si riuniva nell'attuale Sala del Consiglio Comunale. Gli Anziani Consoli assieme al Gonfaloniere erano obbligati a risiedervi durante il loro mandato.

#### Legato
Il Legato era il rappresentante dell'autorità pontificia, ed era coadiuvato da un Vicelegato, dovuto anche al fatto che spesso non risiedeva a Bologna. Formalmente esercitava i suoi poteri col consenso del Senato, nei fatti però si dimostrava spesso la massima autorità cittadina, anche in virtù delle prerogative che esercitava in materia giudiziaria e ordine pubblico.

#### Senato

Stemmi delle famiglie nobili bolognesi, membri del Senato

Il Senato, fondato da Papa Giulio II nel 1506, era l'istituzione che raccoglieva l'aristocrazia cittadina. Assieme al Legato esercitava il governo della città e sul contado e fungeva da massimo organo legislativo. Al suo vertice era posto un Gonfaloniere di Giustizia, eletto a rotazione tra i senatori ogni due mesi.

#### Altre magistrature
Al governo della città e del contado contribuivano altri incarichi amministrativi, per lo più eredità dei precedenti ordinamenti comunali e prive di un qualche ruolo politico concreto. Esse venivano per lo più assegnate dall'Assunteria di Magistrati. Nel complesso, tutti questi uffici necessitavano di un ingente corpo di funzionari di carriera. Da questo nucleo si creò col tempo un moderno corpo burocratico.
Erano presenti i Tribuni della Plebe, un organo collegiale composto da due senatori, quattro nobili, quattro cittadini, quattro mercanti, un dottore dell'Università e un notaio. Essi si occupavano del controllo delle Società delle Arti. Quando lavoravano assieme ai ventiquattro Massari delle stesse, il collegio prendeva il nome di Magistrato de' signori collegi, che si occupava principalmente della gestione dei mercati cittadini.
Altre cariche che venivano affidate al ceto non senatorio erano i cosiddetti Uffizi utili. Essi consistevano in dodici capitanati, nove podestarie e ventun vicariati di governo del territorio, assegnati ogni sei mesi o un anno tramite un sorteggio, vagliato per ultimo da una commissione di senatori. Infine erano presenti i Difensori dell'Avere e gli Ufficiali delle Acque; i primi erano preposti al controllo dei dazi, i secondi si occupavano della manutenzione di strade, ponti e canali del contado.

### Amministrazione fiscale

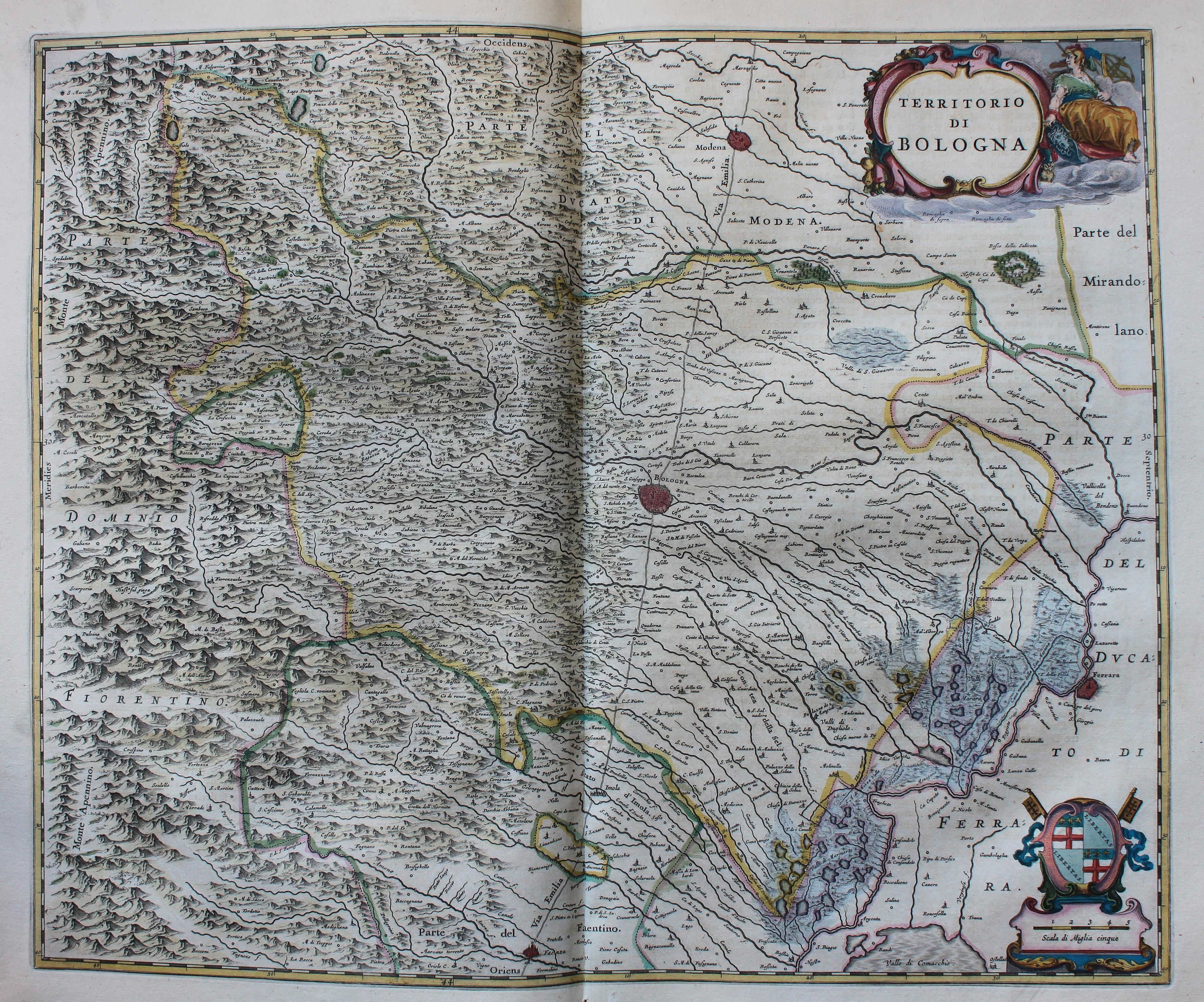
Il Territorio di Bologna raffigurato nell'Atlas Maior del 1665 di Joan Blaeu.

La riscossione dei dazi commerciali era prerogativa della città che la gestiva in maniera autonoma tramite la Gabella Grossa. Essa era amministrata sin dal 1509 da un collegio di dodici dottori dell'Università, eletti tra gli stessi insegnanti, denominati Sindaci, a cui si aggiunsero tra il 1603 e il 1780 sette senatori. Ciò era garantito dalla disposizione di Eugenio IV del 1437, la quale destinava i proventi della Gabella Grossa all'amministrazione finanziaria dell'Università, in particolar modo per gli stipendi dei professori.

### Giustizia
L'amministrazione della giustizia era competenza esclusiva del Legato, che la esercitava tramite giudici forestieri.
Era presente un Uditore Generale, che si occupava delle cause civili, e un Uditore del Torrone, il cui nome deriva dal Torrone angolare del Palazzo Pubblico che ospitava gli uffici giudiziari e le carceri, che fungeva da foro penale. Per le cause in appello ci si rivolgeva al Tribunale di Rota (o Rota di Bologna), istituito da Papa Paolo III nel 1534, i cui giudici erano inizialmente cinque (poi aumentati a nove) ed erano nominati dal Senato.
Per le controversie in materia di finanza pubblica, in particolare riguardante la Camera apostolica, era altresì presente un Uditore di Camera; mentre per le cause commerciali era presente un Foro dei Mercanti, suddiviso in due gradi d'appello e composto da un giudice nominato dal Gonfaloniere e da alcuni mercanti col titolo di Console o Sopraconsole.
Inoltre va ricordato che il clero non sottostava alla giustizia ordinaria ma faceva riferimento al Tribunale Ecclesiastico, sottoposto all'autorità non del Legato ma dell'Arcivescovo cittadino.

### Forze armate e pubblica sicurezza
L'ordine pubblico in città era prerogativa del Legato, che si serviva di birri capeggiati da un bargello. Inoltre disponeva di un corpo di cavalleggeri e di un contingente di guardie svizzere, in numero di venti all'incirca, che presidiavano Palazzo d'Accursio.
Le milizie locali, destinate alla difesa del territorio in caso di guerra, erano separate dal resto dell'esercito dello Stato della Chiesa ed erano sottoposte in maniera congiunta al Legato ed al Senato. Esse erano reclutate soprattutto nel contado: sebbene non vigesse la coscrizione obbligatoria, ogni comunità doveva fornire un certo numero di soldati.
Nel contado invece non era presente alcuna forza dell'ordine in maniera stanziale; il ruolo era esercitato dagli stessi corpi cittadini, con gravi ripercussioni sull'ordine pubblico nel territorio.